# 趙維旗
趙維旗（？—？），字介眉，山東登州府萊陽縣人，清朝政治人物。

## 生平
順治二年（1645年）乙酉科山東鄉試第六十名舉人，三年（1646年）聯捷丙戌科二甲第七十名進士。授行人司行人，升浙江道監察御史，巡按兩浙督理鹽課兼海防水利漕務事，因得罪權貴，在返回京師時遇刺身亡。